# Stand!
| 전문가 평가          | 전문가 평가 |
| 평가 점수            | 평가 점수   |
| 출처                 | 점수        |
| -------------------- | ----------- |
| AllMusic             | [ 6 ]       |
| The Austin Chronicle | [ 7 ]       |
| The Guardian         | [ 8 ]       |
| MusicHound R&B       | 5/5         |
| PopMatters           | 10/10       |
| Q                    | [ 11 ]      |
| Rolling Stone        | [ 12 ]      |
| Stylus Magazine      | A           |
| Tom Hull             | A           |
| Uncut                | [ 15 ]      |

《Stand!》는 1969년 5월 3일에 발매된 미국의 솔과 펑크 밴드 슬라이 앤 더 패밀리 스톤의 네 번째 음반이다. 리드 싱어이자 멀티 악기 연주자인 슬라이 스톤이 곡을 쓰고 프로듀싱한 《Stand!》는 밴드 경력의 예술적인 하이 포인트로 여겨진다. 에픽 레코드가 우드스톡 페스티벌에서 그룹의 축하 공연 직전에 발매한 이 음반은 현재까지 이 밴드의 가장 상업적으로 성공적인 음반이 되었다. 이 음반에는 〈Sing a Simple Song〉, 〈I Want to Take You Higher〉, 〈Stand!〉, 그리고 〈Everyday People〉과 같은 유명한 싱글들이 포함되어 있다. 이 음반은 1990년에 콤팩트 디스크와 바이닐로 재발매되었고, 2007년에는 보너스 트랙이 있는 리마스터드 번호판 디지팩 CD로, 영국에서는 보너스 트랙이 있는 CD로만 재발매되었다.
이 음반은 1969년에 50만 장이 팔렸고 같은 해 12월 4일 미국 음반 산업 협회에 의해 골드 판매 인증을 받았다. 그것은 빌보드 200에서 13위로 정점을 찍었고 거의 2년 동안 차트에 머물렀다. 1986년까지 100만 장 이상이 팔렸고 같은 해 11월 21일 미국 음반 산업 협회에 의해 플래티넘 판매 인증을 받았다. 그 후 300만 장 이상이 팔려 1960년대 가장 성공적인 음반 중 하나가 되었다. 2003년, 이 음반은 《롤링 스톤》의 역사상 가장 위대한 음반 500장 중 118위, 2012년 개정된 음반 121위, 2020년 리부트 목록에서 119위에 올랐다. 2015년, 이 음반은 미국 의회도서관에 의해 문화적으로, 역사적으로, 미적으로 중요한 것으로 간주되어 내셔널 레코딩 레지스트리에 포함되도록 선정되었다.

## 제작
《Stand!》는 상업적으로 성공하지 못한 음반인 《Life》 이후에 녹음되었다. 1968년 초 패밀리 스톤의 싱글 〈Dance to the Music〉이 톱 10에 들었지만, 밴드의 첫 세 음반 중 빌보드 200에서 100을 넘은 음반은 없었다. 스탠드는 13위에 올랐고 슬라이 스톤과 그의 밴드 동료 프레디 스톤, 래리 그레이엄, 로즈 스톤, 신시아 로빈슨, 제리 마르티니, 그리고 그레그 에리코를 대중음악의 주류로 진출시켰다.
이 음반의 대부분은 샌프란시스코 지역의 퍼시픽 하이 레코딩 스튜디오에서 녹음되었다. 밴드의 A&R 감독이자 사진작가인 스티븐 페일리는 슬라이 스톤이 《Stand!》를 작업하는 동안 어떻게 "함께" 지냈는지 회상하면서, 음반이 성공한 지 1년 만에 코카인에 의존하게 된 그의 변덕스러운 행동과 작업과는 달리 월터 피스톤의 《오케스트레이션》 교과서를 끊임없이 언급했다.

## 곡 목록
모든 곡들은 슬라이 스톤에 의해 작사/작곡하였다.
| #  | 제목                             | 재생 시간 |
| -- | -------------------------------- | --------- |
| 1. | 〈Stand!〉                       | 3:08      |
| 2. | 〈Don't Call Me Nigger, Whitey〉 | 5:58      |
| 3. | 〈I Want to Take You Higher〉    | 5:22      |
| 4. | 〈Somebody's Watching You〉      | 3:20      |
| 5. | 〈Sing a Simple Song〉           | 3:56      |

| #  | 제목                           | 재생 시간 |
| -- | ------------------------------ | --------- |
| 1. | 〈Everyday People〉            | 2:21      |
| 2. | 〈Sex Machine〉                | 13:45     |
| 3. | 〈You Can Make It If You Try〉 | 3:37      |